# Rachel Crow (EP)
Rachel Crow es el EP debut de la finalista de la primera temporada de Factor X Rachel Crow. El EP fue lanzado el 26 de junio de 2012 por Syco Music y Columbia Records. El álbum debutó en las listas de iTunes en el número 71.

## Antecedentes
Crow declaró estar preparando su primer EP de 5 canciones vía Twitter, cuyo lanzamiento sería en junio de 2012. Este EP contiene una canción coescrita por la misma Rachel. Días después, Crow anunció, por medio de su sitio web, que el EP llevaría su nombre, y que sería lanzado el 26 de junio de 2012. El primer sencillo del EP se titula Mean Girls, canción que la misma artista ayudó a coescribir, con la participación de Toby Gad. Gad también se encargó de la producción de dicha canción. Las otras 4 canciones son: Rock With You m con la colaboración del cantante y rapero Mann, Lemonade, My Kind Of Wonderful y What a Song Can Do. También trabajó con productores como Jonas Jeberg, quien ha trabajado con artistas como The Wanted.

## Lista de canciones
| N.º | Título                       | Escritor(es)                                                 | Productor(es) | Duración |  |
| 1.  | «Mean Girls»                 | Rachel Crow, Toby Gad, Autumn Rowe                           | Toby Gad      | 3:09     |  |
| 2.  | «Rock With You (feat. Mann)» | Jonas Jerberg, Edythe Craighead, Ronald Dunbar, Silya Nymoen |               | 3:13     |  |
| 3.  | «Lemonade»                   | Isaac Hanson, Mher Filian, Shelly Peiken                     |               | 2:54     |  |
| 4.  | «My Kind of Wonderful»       | Toby Gad, Lindy Robbins, Dionne Bromfield                    |               | 2:55     |  |
| 5.  | «What a Song Can Do»         | Catt Gravitt, Gerald O'Brien, Jackie Wilson                  |               | 3:20     |  |

## Posicionamiento
| Listas (2012)                  | Posicionamiento |
| ------------------------------ | --------------- |
| U.S. Billboard Top Heatseekers | 14              |